# Pelerinaxes I
Pelerinaxes I é um livro de viagens escrito por Ramón Otero Pedrayo, com prólogo e desenhos de Vicente Risco, editado pela primeira vez em setembro de 1929 pela Editora Nós.

### Outros artigos
- No camiño de San-Yago